# Thao Thao
Thao Thao (1909-1994), tên thật: Cao Bá Thao, là nhà thơ, nhà báo, nhà viết kịch và là nhà văn Việt Nam.
Tổ tiên của ông là Cao Bá Quát.
Con của ông là Cao Bá Nghiệp, nhà sử học. Con cháu của ông là Cao Bá Hưng người đã vô địch Bài hát hay nhất mùa 1.

## Cuộc đời
ông sinh ngày 11 tháng 6 năm 1909, tại xã Phú Thị, huyện Gia Lâm, tỉnh Bắc Ninh (nay là huyện Gia Lâm, Hà Nội). Ông là cháu xa đời của danh nhân văn hóa Cao Bá Quát (1809-1855). Thuở nhỏ, ông học tiểu học ở thị xã Bắc Ninh.
Năm 1927-1931, ông theo học ở trường Bưởi (nay là Trường Chu Văn An, Hà Nội). Trong thời kỳ này, ông có biệt tài làm ứng khẩu thành thơ, nên đã được các thầy và bạn học đặt cho biệt danh là "thi sĩ".
Năm 1931, ông thi trượt tú tài, phải đi dạy tư kiếm sống.
Năm 1932-1935, ông cùng Nguyễn Nhược Pháp và Phạm Huy Thông, là những nhà thơ hàng đầu khởi xướng phong trào "Thơ mới" của Hà Nội.
Năm 1935, ông cho in tập thơ đầu tiên: Dưới trăng, gồm 16 bài thơ 8 chữ và thơ một câu.
Năm 1936, ông cho in các tập thơ "Thuyền Mơ", "Bờ Suối" và "Duy Tân", gồm toàn thơ 8 chữ.
Năm 1937, ông làm phóng viên báo Việt Báo.
Năm 1939, ông làm phóng viên báo Tin Mới.
Năm 1942, ông được chủ báo Tin Mới cử vào Sài Gòn dự triển lãm sách tại nhà sách của Nguyễn Khánh Đàm và đi thăm Đế Thiên Đế Thích (nay thuộc Vương quốc Campuchia).
Năm 1941, ông viết thơ trường ca Ải Bắc, cho in vào năm 1942 và sau đó được tái bản nhiều lần, gây được sự chú ý rộng rãi của bạn đọc.
Năm 1943, ông viết xong kịch thơ Quán Biên Thùy, được công diễn tại Nhà hát Lớn Hà Nội, rồi Hải Phòng, Nam Định và nhiều tỉnh thành khác (năm 1950, tác phẩm này được nhà xuất bản Lê Thăng ở Hà Nội cho in và cho tái bản nhiều lần sau đó).
Năm 1946, kháng chiến toàn quốc bùng nổ, ông tản cư về quê nhà ở Phú Thị (Gia Lâm, Hà Nội) cho đến cuối năm 1947, mới trở lại Hà Nội.
Năm 1948, ông làm phóng viên báo Tia Sáng.
Năm 1949-1954, ông làm công chức Sở Kiểm Duyệt Bắc Việt.
Năm 1954, ông làm cán bộ lưu dung Sở Văn hóa Hà Nội.
Năm 1956-1959, ông làm Phó trưởng đoàn Đoàn Văn Công Hà Nội.
Năm 1957, ông tham gia Hội nghị thành lập Hội Nhà văn Việt Nam, và là hội viên được kết nạp đợt đầu tiên của Hội.   .
Năm 1960, trong không khí hậu Nhân văn Giai phẩm ông bị loại khỏi biên chế của Sở Văn hóa Hà Nội, rồi bị đưa đi tập trung cải tạo lao động ở Bất Bạt (Sơn Tây), Thái Nguyên cho đến 1966.
Năm 1966, ông được tạm tha trở về nguyên quán (Phú Thị, Gia Lâm). Năm 1972, ông mới được nhập hộ khẩu chuyển về ở Hà Nội sống với gia đình. Ông tiếp tục sáng tác và mất tại 195 Lê Duẩn (Hà Nội) vào ngày 07 tháng 02 năm 1994, thọ 85 tuổi.

## Các tác phẩm

### Thơ
- Dưới trăng (1935)
- Bờ suối (1935)
- Thuyền mơ (1936)
- Duy tân (1936)

Bốn tập thơ ghi trên đều là những tập thơ mõng (như tập Dưới trăng chỉ có 16 trang, gồm 10 bài thơ), làm đủ các thể, nhiều nhất là thơ 8 chữ và thơ một câu.
- Ải Bắc (trường ca, thơ 8 chữ, viết xong 20 tháng 12 năm 1941, Nhà xuất bản Lê Thăng [Hà Nội] in 1942)
- Trăng nước (1943)

### Kịch thơ
- Quán biên thùy (thơ 8 chữ, 1943. Nhà xuất bản Lê Thăng ở Hà Nội in lần đầu 1950).
- Người mù dạo trúc (thơ 8 chữ, 1944. Nhà xuất bản Phúc Thắng [Hà Nội] in lần đầu 1950. Vở kịch thơ "Người mù dạo trúc" đã được công diễn tại Hà Nội và các tỉnh lân cận trước 1946. Năm 1949, vở kịch thơ "Người mù dạo trúc" cũng đã được Hội Ái Hữu Việt Nam tại Pháp tổ chức diễn ở thủ đô Paris. Trước 1975, vở kịch thơ "Người mù dạo trúc" cũng đã được diễn ở Sái Gòn.)
- Trần Thủ Độ (viết năm 1958, chưa in).

### Kịch văn xuôi
- Những tâm hồn lạc lõng (1945), Trần Thủ Độ (1958, chưa in)
- Cao Bá Quát (viết 1980-1984, chưa in)

### Văn xuôi
- Suối vàng thương kẻ (tập truyện ngắn, 1945)
- Thầy Lác (tập truyện ngắn, 1952)
- Ba Đóm trên bến Vị Hoàng (tiểu thuyết, khởi thảo 1946, Nhà xuất bản Phúc Thắng in 1953)

### Khảo cứu
- Tự điển tử vi (1950)
- Xem tướng lấy (1952)
- Tướng pháp thực hành (1952)
- Nhìn mặt đoàn người (1952)

## Nhận xét
Giới thiệu Thao Thao trong cuốn Văn thi sĩ tiền chiến (xuất bản lần đầu năm 1970), nhà thơ Nguyễn Vỹ kể: 
Đầu năm 1935, xuất hiện ở Hà Nội một nhà thơ khá độc đáo, khá bí mật, nhưng không được mấy ai chú ý đến. Vì tính anh ta (Thao Thao) hơi gàn dở, bốc đồng, một chút kiêu hãnh, lại không ưa giao thiệp nhiều với làng thơ...Thao Thao có hồn thơ mãnh liệt. Và theo anh, thì tương lai thơ Việt Nam sẽ hướng về thơ 8 chữ. Đôi khi tôi nhận thấy anh có lý khi anh tin tưởng vào loại thơ này...Rất tiếc, anh xuất hiện trong vòm trời thi ca Việt Nam như một vì sao chổi...
Trong Việt Nam thi nhân tiền chiến (quyển hạ), có đoạn viết:
Thao Thao là một nhà thơ hoài cổ, luôn thiết tha với hồn dân tộc. Ở trong ông, có một cái gì đó rất khắc khoải trước những biến cố lịch sử của nhân loại...Và nếu "Ải Bắc", thi nhân khơi lên một đóm lửa tranh hùng tập thể, thì ở tập "Quán biên thùy" và "Người mù dạo trúc", thi nhân đã đưa tâm hồn mình vào lãnh vực "anh hùng cá nhân" và uất hờn, yếm thế...Về thơ một câu của Thao Thao, tuy có mới mẻ, nhưng không thành công vì nó không đáp ứng và thích hợp cho một lối diễn tả nào cả.
Và trong Từ điển Văn học (bộ mới): 
Thơ Thao Thao đứng riêng thành một khuynh hướng trong Thơ mới. Ít khi nó nói đến tình yêu trai gái, mà thường theo đề tài lịch sử. Như trường ca "Ải Bắc", là câu chuyện kể về vua tôi nhà Trần đã vượt qua mọi gian nguy đánh thắng quân Nguyên; "Quán biên thùy" và "Người mù dạo trúc" là hai vở kịch thơ, cũng đều kể về chuyện Kinh Kha, Cao Tiệm Ly đi hành thích vua Tần Thủy Hoàng...Nhìn chung, thơ ông không có bài thật nổi trội, nặng tự sự mà ít chất trữ tình. Các tìm tòi của ông về thơ một câu cũng chưa đi đến thành công. Thơ 8 chữ của ông có nhiều đoạn hay, mang âm điệu sôi nổi hào hùng và bi tráng...Truyện ngắn của ông không có gì đặc sắc, ngay cả quyển tiểu thuyết lịch sử Ba Đóm trên bến Vị Hoàng (Ba Đóm, được tác giả mô phỏng theo Nguyễn Noãn, là người đưa chúa Trịnh Khải đi gặp Lý Trần Quán), về cấu kết cũng như diễn biến tâm lý của nhân vật cũng hãy còn đơn giản...

## Thơ Thao Thao
| Thơ một câu, trích: - Trời nước lặng mơ hồ cá đớp trăng. - Sông nước mờ hơi sương chớm lửa buồn. - Gió mơ hồ cây rủ bóng trăng êm. - Bể mịt mùng cát vàng nhạt trăng soi. - Đóm lập loè tha ma đồng quạnh quẽ. | Kịch thơ Quán biên thùy, trích hồi thứ ba, màn một: Sông dịch Thủy. Hương án, tán, quạt...trong sương khuya, buồn rũ. Một con thuyền đậu ven sông, quanh co dòng nước chảy lạnh lùng... Kinh Kha, dừng bước: Đây phải chăng là bên sông Dịch Nơi triều Yên sắp sửa tiễn đưa chân? Tiễn đưa ta sang Hàm Dương hành thích, Giết bạo Tần để cứu vớt muôn dân? Phải đây rồi! Vì cầu kia đang đợi Mé chân cầu cờ xí phất phơ bay Hương án tỏa trầm hương, mờ mịt khói Quân trang nghiêm, gươm giáo ánh lòa mây. Phải đây rồi! Đây là bờ sông Dịch Nơi triều Yên sắp sửa tiễn đưa chân? Ta dừng lại ngắm non sông tịch mịch Trời Yên bang sầu ly biệt cố nhân! Sông Dịch Thủy vời trông sao quạnh quẽ? Nước về đâu mờ mịt lạnh lùng trôi? Ta sắp sửa sang sông, buồn ngán nhẽ: Sông còn đây mà khách tận sang xôi!... | ... Cao Tiệm Ly, từ xa đến tiễn: Ngao ngán nhẽ! Bao nhiêu ngày cách biệt Giờ gặp nhau sắp sửa phải xa nhau! Sông Dịch Thủy, nước lạnh lùng chảy xiết Quán Biên thùy trơ đó, bạn bầu đâu? Kinh Kha: Quán Biên thùy, nơi chia đôi ranh giới Triệu một bên, yên hờ hững một bên, Nâng chén rượu, chiều chiều nghe gió thổi Sương mờ mờ bao phủ, hận vô biên. Hận vô biên vì tài không chỗ dụng Kiếm thần đeo hoen rỉ, tháng ngày qua Tề, Ngô, Vệ...dặm ngàn không chỗ đứng, Đất Yên nhìn...hôm sớm...núi mờ xa... Rượu đầy vơi...âm thầm nghe điệu trúc Rúc ngân buồn, rừng núi trĩu lệ sương Vỗ kiếm ca...lưng trời lờ mờ đục... Lời buồn than vương vấn ủ biên cương... |